# Spodnji Log, Litija
Spodnji Log je naselje v Občini Litija. Leži nasproti Save pri Litiji, na desnem bregu reke Save. Iz Spodnjega Loga se v reko Savo zlivata Loški potok ter potok Pasjek. Nad Spodnjim Logom se dvigajo hribi Hrastov hrib, Zavrh in Orlek. 

## Gospodarstvo
Večina prebivalstva se preživlja z delom v bližnjih mestih in Ljubljani, saj Zasavska cesta ter železnica nudita ugodne prometne povezave. V kraju so še obcestno gostišče, večja kmetija, avtomehanična delavnica, kovinopasarska delavnica ter turistične nastanitve.

## Zgodovina
Ravninska lega je omogočala razvoj kmetijstva, predvsem vzgojo žita, bližina obširnih gozdov pa gozdarstvo ter lesarstvo. Ob Loškem potoku je bil včasih Hribarjev mlin in žaga, kjer so delali begunci po prvi svetovni vojni. Razvit je bil tudi lov, čemur priča zaselek Pasjek, kjer je imel knez Windischgratz lovsko pristavo in je redil lovske pse.
Spodnji Log je bil v preteklosti ladjarsko pristanišče. Pred izgradnjo ceste so domačini do šole in cerkve, ki sta bili na drugem bregu reke, dostopali s čolni. Vsaka hiša je imela svoj čoln. V tem obdobju je bila pri Polač gostilna, trgovina in ladjedelnica. Z izgradnjo železnice v letu 1849 je ladjarstvo zamrlo, s tem pa je tudi padla pomembnost vasi. Ponovno se je razširila po letu 1970 zaradi dobre povezave po Zasavski cesti.
V letu 1935 je bil zgrajen leseni Savski most, ki je tako ponudil ugodnejšo cestno povezavo z nasproti ležečim naseljem Sava.
Leta 1999 se je z odcepitvijo od krajevne skupnosti Sava ustanovila nova krajevna skupnost Spodnji Log. 

## Znane osebe
- Klemen Mahkovic, član slovenske mladinske kegljaške ekipe, ki si je na svetovnem prvenstvu na Češkem v letu 2005 prisvojila odličje in postavila ekipni svetovni rekord (3554 kegljev). [6]
- Domen Drnovšek, 3. mesto v Jiu Jitsu (kategorija vijolični pas, master 1, do 85kg) na svetovnem prvenstvu v Abu Dhabiju 2021. [7] [8]